# Agapetes glabra
Agapetes glabra är en ljungväxtart som beskrevs av C. B. Cl. Agapetes glabra ingår i släktet Agapetes och familjen ljungväxter. Inga underarter finns listade i Catalogue of Life.